# Anthony D. Smith
Anthony David Stephen Smith  (23 de setembro de 1939 - 19 de julho de 2016) foi um sociólogo histórico britânico que, no momento de sua morte, era professor emérito de nacionalismo e etnia na London School of Economics. É considerado um dos fundadores do campo interdisciplinar dos estudos do nacionalismo.
Anthony obteve seu primeiro diploma em clássicos e filosofia na Universidade de Oxford e seu mestrado e doutorado em sociologia na London School of Economics, com uma tese intitulada "A greve pela Carta do Povo em 1842". Foi o primeiro presidente da Association for the Study of Ethnicity and Nationalism.

## Trabalhos
As contribuições mais conhecidas de Smith para o campo é a distinção entre nações 'cívicas' e 'étnicas' e o nacionalismo, e a ideia de que todas as nações têm 'núcleos étnicos' dominantes. Enquanto Smith concorda com outros autores que o nacionalismo é um fenômeno moderno, ele insiste que as nações têm origens pré-modernas.
Ele é um ex-aluno do filósofo e antropólogo Ernest Gellner, mas não compartilhava sua visão do nacionalismo a longo prazo. Ele criou uma abordagem de nacionalismo que chamou de etnossimbolismo . O Debate de Warwick de 24 de outubro de 1995, realizado na Universidade de Warwick, exemplificou as posições de Smith e Gellner e esclareceu as definições que eles usaram.

### Nacionalismo
Smith argumenta que o nacionalismo se baseia na história preexistente de "grupo", uma tentativa de moldar a história em um senso de identidade comum e história compartilhada. Isso não quer dizer que essa história deva ser academicamente válida ou convincente, mas Smith afirma que muitos nacionalismos são baseados em interpretações historicamente falhas de eventos passados e tendem a mitificar partes pequenas e imprecisas de sua história. Além disso, Smith argumenta que interpretações nacionalistas do passado são frequentemente fabricadas para justificar posições políticas e étnicas modernas. 
O nacionalismo, de acordo com Smith, não exige que os membros de uma "nação" sejam todos iguais, mas apenas que eles sintam um intenso vínculo de solidariedade com a nação e outros membros de sua nação. Um sentimento de nacionalismo pode habitar e ser produzido a partir de qualquer ideologia dominante que exista em um determinado local. O nacionalismo baseia-se em sistemas preexistentes de parentesco, religião e crenças. Smith descreve os grupos étnicos que formam o pano de fundo das nações modernas como "étnias".

### Nações e estados-nação
Ao falar de estados-nação, Smith observa: "Podemos chamar um estado de 'estado-nação' somente se e quando uma única população étnica e cultural habita as fronteiras de um estado, e as fronteiras desse estado são coextensivas com as fronteiras de um estado-nação. essa população étnica e cultural".
Smith define o nacionalismo como "um movimento ideológico para alcançar e manter autonomia, unidade e identidade em nome de uma população considerada por alguns de seus membros como constituindo uma 'nação' real ou potencial".
Uma nação, por sua vez, é “uma população nomeada que compartilha um território histórico, mitos e memórias históricas comuns, uma cultura pública de massa, uma economia comum e direitos e deveres legais comuns para seus membros”. As etnias são, por sua vez, definidas como "unidades nomeadas da população com mitos de ancestralidade comum e memórias históricas, elementos de cultura compartilhada, alguma ligação com um território histórico e alguma medida de solidariedade, pelo menos entre suas elites". Os limites de uma etnia podem ser bastante reconhecíveis mesmo quando nem todas as suas características aparecem ao mesmo tempo.
Smith afirma que mesmo quando as nações são produtos da modernidade, é possível encontrar elementos étnicos que sobrevivem nas nações modernas. Grupos étnicos são diferentes de nações. As nações são o resultado de uma tríplice revolução que começa com o desenvolvimento do capitalismo e leva a uma centralização burocrática e cultural junto com a perda do poder da Igreja. Smith, no entanto, sustenta que também existem muitos casos de nações antigas e, portanto, não pode ser considerado um modernista. Ele é frequentemente considerado o "pai fundador" do etno-simbolismo. A abordagem etno-simbolista de Smith foi examinada criticamente por vários estudiosos modernistas.

### Liberdade acadêmica
Em 1987, o Parlamento propôs submeter as universidades britânicas até então semi-autônomas a um controle estatal muito mais rígido. Preocupado com a ameaça que isso representava para a liberdade acadêmica individual e para a independência de pesquisa e publicação, Smith fundou o Conselho para Autonomia Acadêmica, e continuou como seu secretário de longo prazo. Isso obteve um sucesso inicial, decorrente de sua petição ao Parlamento e seu lobby e representação na Câmara dos Lordes, em uma emenda à Lei de Reforma da Educação de 1988, garantindo a liberdade de expressão e publicação ao pessoal acadêmico nas universidades mais antigas. O Conselho continuou suas interações com o Governo e sua organização de simpósios sobre independência acadêmica nos primeiros anos do milênio.